# Adelaide International 2020
Adelaide International 2020 byl společný tenisový turnaj mužského okruhu ATP Tour a ženského okruhu WTA Tour, hraný v areálu Memorial Drive Tennis Centre na otevřených dvorcích s tvrdým povrchem. Dějištěm turnaje se stalo Adelaide, metropole australského svazového státu Jižní Austrálie. Jednalo se o premiérový ročník turnaje, který nahradil zrušený Sydney International.
Mužská polovina s dotací 610 010 amerických dolarů patřila v rámci kategorie ATP Tour 250. Ženská část se řadila do kategorie WTA Premier. Její celková dotace činila 848 000 amerických dolarů.
Nejvýše nasazenými v singlových soutěžích se stali, po odstoupení de Minaura, dvacátý první hráč světa Félix Auger-Aliassime z Kanady a mezi ženami australská světová jednička Ashleigh Bartyová. Jako poslední přímí účastníci do dvouher nastoupili 33. žena žebříčku Češka Barbora Strýcová a mezi muži 65. tenista pořadí Francouz Pierre-Hugues Herbert.
Čtvrtý singlový titul na okruhu ATP Tour vyhrál 22letý Rus Andrej Rubljov, jenž ho poprvé posunul na 16. příčku žebříčku ATP. Osmou trofej z dvouhry okruhu WTA Tour vybojovala první hráčka klasifikace Ashleigh Bartyová. Osmé společné turnajové vítězství v mužské čtyřhře si odvezl argentinsko-francouzský pár Máximo González a Fabrice Martin. Ženskou deblovou soutěž ovládla americko-čínská dvojice Nicole Melicharová a Sü I-fan, jejíž členky poprvé triumfovaly jako pár.

## Rozdělení bodů a finančních odměn

### Rozdělení bodů
| Soutěž       | vítězové | finalisté | semifinalisté | čtvrtfinalisté | 16 v kole | 32 v kole | Q  | Q2 | Q1 |
| ------------ | -------- | --------- | ------------- | -------------- | --------- | --------- | -- | -- | -- |
| dvouhra mužů | 250      | 150       | 90            | 45             | 20        | 0         | 12 | 6  | 0  |
| čtyřhra mužů | 250      | 150       | 90            | 45             | 0         | —         | —  | —  | —  |
| dvouhra žen  | 470      | 305       | 185           | 100            | 55        | 1         | 18 | 13 | 1  |
| čtyřhra žen  | 470      | 305       | 185           | 100            | 1         | —         | —  | —  | —  |

### Finanční odměny
| Soutěž                              | vítězové  | finalisté | semifinalisté | čtvrtfinalisté | 16 v kole | 32 v kole | Q2      | Q1      |
| ----------------------------------- | --------- | --------- | ------------- | -------------- | --------- | --------- | ------- | ------- |
| dvouhra mužů                        | 91 625 $  | 50 710 $  | 28 540 $      | 16 250 $       | 9 320 $   | 5 450 $   | 2 665 $ | 1 385 $ |
| čtyřhra mužů                        | 30 900 $  | 15 840 $  | 8 580 $       | 4 910 $        | 2 880 $   | —         | —       | —       |
| dvouhra žen                         | 146 500 $ | 78 160 $  | 41 675 $      | 22 400 $       | 12 000 $  | 6 550 $   | 3 605 $ | 1 880 $ |
| čtyřhra žen                         | 46 000 $  | 24 200 $  | 13 200 $      | 6 800 $        | 3 700 $   | —         | —       | —       |
| částka ve čtyřhře je uvedena na pár |           |           |               |                |           |           |         |         |

## Dvouhra mužů

### Nasazení
| Stát                         | Hráč                  | ATP | Nasazení |
| ---------------------------- | --------------------- | --- | -------- |
| Austrálie                    | Alex de Minaur        | 18. | 1.       |
| Kanada                       | Félix Auger-Aliassime | 21. | 2.       |
| Rusko                        | Andrej Rubljov        | 23. | 3.       |
| Španělsko                    | Pablo Carreño Busta   | 27. | 4.       |
| USA                          | Taylor Fritz          | 31. | 5.       |
| Chile                        | Cristian Garín        | 33. | 6.       |
| Německo                      | Jan-Lennard Struff    | 35. | 7.       |
| USA                          | Reilly Opelka         | 36. | 8.       |
| Žebříček ATP k 6. lednu 2020 |                       |     |          |

### Jiné formy účasti
Následující hráči obdrželi divokou kartu do hlavní soutěže:
- Alex Bolt
- James Duckworth
- Alexei Popyrin[13]

Následující hráči postoupili z kvalifikace:
- Grégoire Barrère
- Federico Delbonis
- Lloyd Harris
- Tommy Paul

Následující hráči postoupili z kvalifikace jako tzv. šťastní poražení:
- Salvatore Caruso
- Jaume Munar
- Stéphane Robert

#### Odhlášení
před zahájením turnaje
- Alex de Minaur → nahradil jej  Jaume Munar
- Novak Djoković → nahradil jej  Stéphane Robert
- Lucas Pouille → nahradil jej  Alexandr Bublik
- Fernando Verdasco → nahradil jej  Salvatore Caruso

## Mužská čtyřhra

### Nasazení
| Stát                                                                                  | Hráč                 | Stát      | Hráč          | ATP | Nasazení |
| ------------------------------------------------------------------------------------- | -------------------- | --------- | ------------- | --- | -------- |
| Kolumbie                                                                              | Juan Sebastián Cabal | Kolumbie  | Robert Farah  | 2.  | 1.       |
| Polsko                                                                                | Łukasz Kubot         | Brazílie  | Marcelo Melo  | 12. | 2.       |
| Německo                                                                               | Kevin Krawietz       | Německo   | Andreas Mies  | 20. | 3.       |
| Chorvatsko                                                                            | Ivan Dodig           | Slovensko | Filip Polášek | 25. | 4.       |
| Žebříček ATP k 6. lednu 2020; číslo je součtem žebříčkového postavení obou členů páru |                      |           |               |     |          |

### Jiné formy účasti
Následující páry obdržely divokou kartu do hlavní soutěže:
- Alex Bolt /  Alexei Popyrin
- Lleyton Hewitt /  Jordan Thompson

## Ženská dvouhra

### Nasazení
| Stát                         | Hráčka              | WTA | Nasazení |
| ---------------------------- | ------------------- | --- | -------- |
| Austrálie                    | Ashleigh Bartyová   | 1.  | 1.       |
| Rumunsko                     | Simona Halepová     | 3.  | 2.       |
| Česko                        | Petra Kvitová       | 7.  | 3.       |
| Švýcarsko                    | Belinda Bencicová   | 8.  | 4.       |
| Nizozemsko                   | Kiki Bertensová     | 9   | 5        |
| Bělorusko                    | Aryna Sabalenková   | 11. | 6.       |
| USA                          | Sofia Keninová      | 14. | 7.       |
| Česko                        | Markéta Vondroušová | 16. | 8.       |
| Německo                      | Angelique Kerberová | 18. | 9.       |
| Žebříček WTA k 6. lednu 2020 |                     |     |          |

### Jiné formy účasti
Následující hráčky obdržely divokou kartu do hlavní soutěže:
- Belinda Bencicová[14]
- Priscilla Honová[14]
- Aryna Sabalenková
- Ajla Tomljanovićová[14]

Následující hráčky postoupily z kvalifikace:
- Viktorija Golubicová
- Darja Kasatkinová
- Bernarda Peraová
- Julia Putincevová
- Arina Rodionovová
- Aljaksandra Sasnovičová

Následující hráčky postoupily z kvalifikace jako tzv. šťastné poražené:
- Tímea Babosová[3]
- Vitalija Ďjačenková[3]
- Tatjana Mariová[3]

#### Odhlášení
před zahájením turnaje
- Kiki Bertensová → nahradila ji  Vitalija Ďjačenková
- Johanna Kontaová → nahradila ji  Anastasija Pavljučenkovová
- Petra Kvitová → nahradila ji  Tímea Babosová
- Petra Martićová → nahradila ji  Sie Šu-wej
- Alison Riskeová → nahradila ji  Tatjana Mariová
- Venus Williamsová → nahradila ji  Belinda Bencicová

#### Skrečování
- Angelique Kerberová[3]

## Ženská čtyřhra

### Nasazení
| Stát                                                                                  | Hráčka             | Stát       | Hráčka              | WTA | Nasazení |
| ------------------------------------------------------------------------------------- | ------------------ | ---------- | ------------------- | --- | -------- |
| USA                                                                                   | Nicole Melicharová | Čína       | Sü I-fan            | 28. | 1.       |
| Česko                                                                                 | Květa Peschkeová   | Nizozemsko | Demi Schuursová     | 35. | 2.       |
| Kanada                                                                                | Gabriela Dabrowská | Chorvatsko | Darija Juraková     | 50. | 3.       |
| Čína                                                                                  | Tuan Jing-jing     | USA        | Desirae Krawczyková | 57. | 4.       |
| Žebříček WTA k 6. lednu 2020; číslo je součtem žebříčkového postavení obou členů páru |                    |            |                     |     |          |

## Přehled finále

### Mužská dvouhra
- Andrej Rubljov vs.  Lloyd Harris, 6–3, 6–0

### Ženská dvouhra
- Ashleigh Bartyová vs.  Dajana Jastremská, 6–2, 7–5

### Mužská čtyřhra
- Máximo González /  Fabrice Martin vs.  Ivan Dodig /  Filip Polášek, 7–6(14–12), 6–3

### Ženská čtyřhra
- Nicole Melicharová /  Sü I-fan vs.  Gabriela Dabrowská /  Darija Juraková, 2–6, 7–5, [10–5]